# Norma Anderson
Norma Anderson (Elyria, Ohio, 6 de juliol de 1932) és una antiga política estatunidenca. D'obediència republicana, va ser legisladora estatal de l'estat de Colorado i representà el comtat de Jefferson a la Cambra de Representants d'aquest estat d'ençà del 1987 fins a 1998. Va servir posteriorment al Senat de Colorado entre 1999 i 2006 i fou la primera dona que hi va ser líder de la majoria a la Casa de Colorado i al Senat de l'estat, i com a colíder de la majoria amb Robert L. Bacon.
Per a homenatjar la seva trajectòria social una escola preescolar va rebre el seu nom. Anderson és membre del Saló de la Fama de la Comissió Històrica del Comtat de Jefferson.
Norma Anderson va abandonar el Partit Republicà dels Estats Units arran del suport que aquest donà a Donald Trump. És la demandant més famosa en un cas judicial que porta el seu nom (Trump contra Anderson) que intenta prohibir l'expresident Trump, candidat a les eleccions presidencials de 2024, de la votació de Colorado basada en la clàusula d'insurrecció de la 14a esmena de la Constitució dels Estats Units. Trump va ser finalment desqualificat de les primàries republicanes de Colorado, essent així la primera vegada que un candidat a la presidència va veure vedada la seva candidatura a les eleccions.